# Rochinia kotakae
Rochinia kotakae is een krabbensoort uit de familie van de Epialtidae. De wetenschappelijke naam van de soort is voor het eerst geldig gepubliceerd in 2001 door Takeda.